# Drosophila novazonata
Drosophila novazonata är en tvåvingeart som beskrevs av Gupta och Dwivedi 1980. Drosophila novazonata ingår i släktet Drosophila och familjen daggflugor.
Artens utbredningsområde är Indien.